# Lisa Bufano
Lisa Bufano, född 20 oktober 1972 i Bridgeport, Connecticut, död 3 oktober 2013 i San Francisco, var en amerikansk konstnär som använde sig av sina förvärvade handikapp i sina konstnärliga kreationer. Lisa Bufano studerade konst när hon drabbades av en elakartad bakterieinfektion som ledde till amputation av samtliga fingrar samt benen nedanför knälederna.
Lisa Bufano påträffades död i oktober 2013; hon hade begått självmord.